# Lijst van gebieden waar een staatsgrens doorheen loopt
Onderstaande lijst vermeldt gebieden die doorsneden worden door één of meer landsgrenzen. De meeste dragen aan weerszijden van de grens dezelfde naam, eventueel vertaald. In een aantal gevallen worden een of meer gebiedsdelen voorzien van een voorvoegsel zoals West-, Oost-, Voor-, Achter- et cetera. Natuurlijke geografische eenheden (gebergten, woestijnen, et cetera) zijn uitgesloten van deze lijst; grotere gebergten liggen immers bijna per definitie in verscheidene landen omdat ze dikwijls bij uitstek een grensfunctie hebben. Hetzelfde geldt voor veel wateren en woestijnen.
- Azerbeidzjan - Azerbeidzjan en Iran (Azerbeidzjan (Iran))
- Beloetsjistan - Afghanistan, Iran en Pakistan
- Banaat - Roemenië, Servië en Hongarije
- Baskenland - Spanje en Frankrijk
- Bengalen - Bangladesh en India (deelstaat West-Bengalen)
- Boedzjak - Oekraïne en Moldavië
- Boekovina - Roemenië en Oekraïne
- Brabant - België en Nederland
- Brandenburg - Duitsland en Polen
- Catalonië - Spanje, Andorra en Frankrijk
- Californië - Verenigde Staten (deelstaat Californië) en Mexico (deelstaat Baja California)
- Dobroedzja - Roemenië en Bulgarije
- Galicië - Polen en Oekraïne
- Germesir - Iran en Pakistan
- Gran Chaco - Argentinië en Bolivia
- Guyana - Venezuela, Guyana, Suriname, Brazilië en Frans-Guyana
- Henegouwen - België en Frankrijk
- Istrië - Slovenië en Kroatië
- Jazira - Syrië en Irak
- Karelië - Finland en Rusland
- Karinthië - Italië, Oostenrijk en Slovenië
- Jammu en Kasjmir - India, Pakistan en China
- De Kempen - Nederland en België
- Korea - Noord-Korea en Zuid-Korea
- Koerdistan - Irak, Iran, Syrië en Turkije
- Lapland - Noorwegen, Zweden, Finland en Rusland
- Limburg - België (provincie Limburg) en Nederland (provincie Limburg), voor het oude hertogdom Limburg is dit België en Duitsland
- Lotharingen - België en Frankrijk
- Luxemburg - België (provincie Luxemburg) en Luxemburg
- Maanselkä - Finland en Rusland
- Macedonië - Noord-Macedonië en Griekenland
- Makran - Iran en Pakistan
- Mesopotamië - Irak en Koeweit
- Moldavië - Roemenië, Moldavië en Oekraïne
- Mongolië - Mongolië en China
- Neder-Guinea - Gabon, Congo-Brazzaville, Congo-Kinshasa en Angola
- Opper-Guinea - Liberia, Ivoorkust, Ghana, Togo, Benin en Nigeria
- Patagonië - Argentinië en Chili
- Pommeren - Duitsland en Polen
- Pruisen - Duitsland, Polen en Rusland →de naam Pruisen wordt nog zelden gebruikt om een geografisch gebied aan te duiden
  - Oost-Pruisen - Rusland en Polen
- Punjab - India (deelstaten Punjab en Haryana) en Pakistan (provincie Punjab)
- Reiderland - Nederland en Duitsland (Rheiderland) rond Bad Nieuweschans
- Karpato-Roethenië - Oekraïne, Polen, Slowakije, Roemenië
- Het Lege Kwartier - Saoedi-Arabië, Verenigde Arabische Emiraten, Jemen en Oman
- Shamia - Syrië en Irak
- Silezië - Polen, Duitsland en Tsjechië
- Sleeswijk - Duitsland en Denemarken
- Sonora - Mexico en de VS
- Stiermarken - Oostenrijk en Slovenië
- Thracië - Griekenland en Turkije
- Tirol - Oostenrijk en Italië
- Ulster - Ierland en Verenigd Koninkrijk
- Vlaanderen - België, Nederland en Frankrijk
- Zemplén - Hongarije en Slowakije

## Eilanden waar een staatsgrens overheen loopt
Zie ook Lijst van verdeelde eilanden
- Cyprus - Republiek Cyprus en Turkse Republiek Noord-Cyprus (niet internationaal erkend)
- Hispaniola - Haïti en Dominicaanse Republiek
- Ierland - Ierland en Verenigd Koninkrijk
- Borneo - Brunei, Indonesië en Maleisië
- Nieuw-Guinea - Indonesië en Papoea-Nieuw-Guinea
- Sint Maarten - Sint Maarten (land van het Koninkrijk der Nederlanden) en Frankrijk
- Timor - Oost-Timor en Indonesië
- Usedom - Duitsland en Polen
- Vuurland - Argentinië en Chili